# Предел страха
«Предел страха» (англ. Limit Of Fear) — драматический боевик режиссёра Малика Тимирбулатова, премьера которого состоялась 26 сентября 2016 года на ежегодном кинфестивале ЦСИ в КБР. Слоган: «Убить себя сразу или быть убитым долго и мучительно — что выберешь ты?»

## Сюжет
Чечня, наши дни, суровые кавказские горы, где ещё не ступала нога человека. Дэни Агаев (артист Иса Абаев) — фотограф нанятый флористической компанией для поисков редких растений — тяжело переживает смерть любимого человека и не видит смысла в своей жизни. Взяв запас продуктов и спецоборудование, фотограф отправляется в горы. Неожиданно его настигает сильная метель. Ему еле удаётся по глубокому снегу добраться до хижины, где он решает переждать метель. Его окружает стая голодных волков. Имея при себе лишь охотничий пистолет, фотограф вынужден бороться за свою жизнь. Испробовав все возможные способы, герой с ужасом обнаруживает, что у него остался последний патрон. Дэни рассматривает фотографию дочери. Перед его взором предстают умершая супруга и маленькая дочь, которая ждёт его дома. Но, внезапно услышав рычание окруживших его волков, он понимает, что волки готовятся к последней атаке.

## В ролях
| Актёр            | Роль       | Русский дубляж   |
| ---------------- | ---------- | ---------------- |
| Иса Абаев        | Дэни Агаев | Владимир Антоник |
| Илона Дадашева   | Дочь       |                  |
| Инесса Алиева    | Супруга    |                  |
| Фатима Хачукаева | Продавщица |                  |

## Съемки

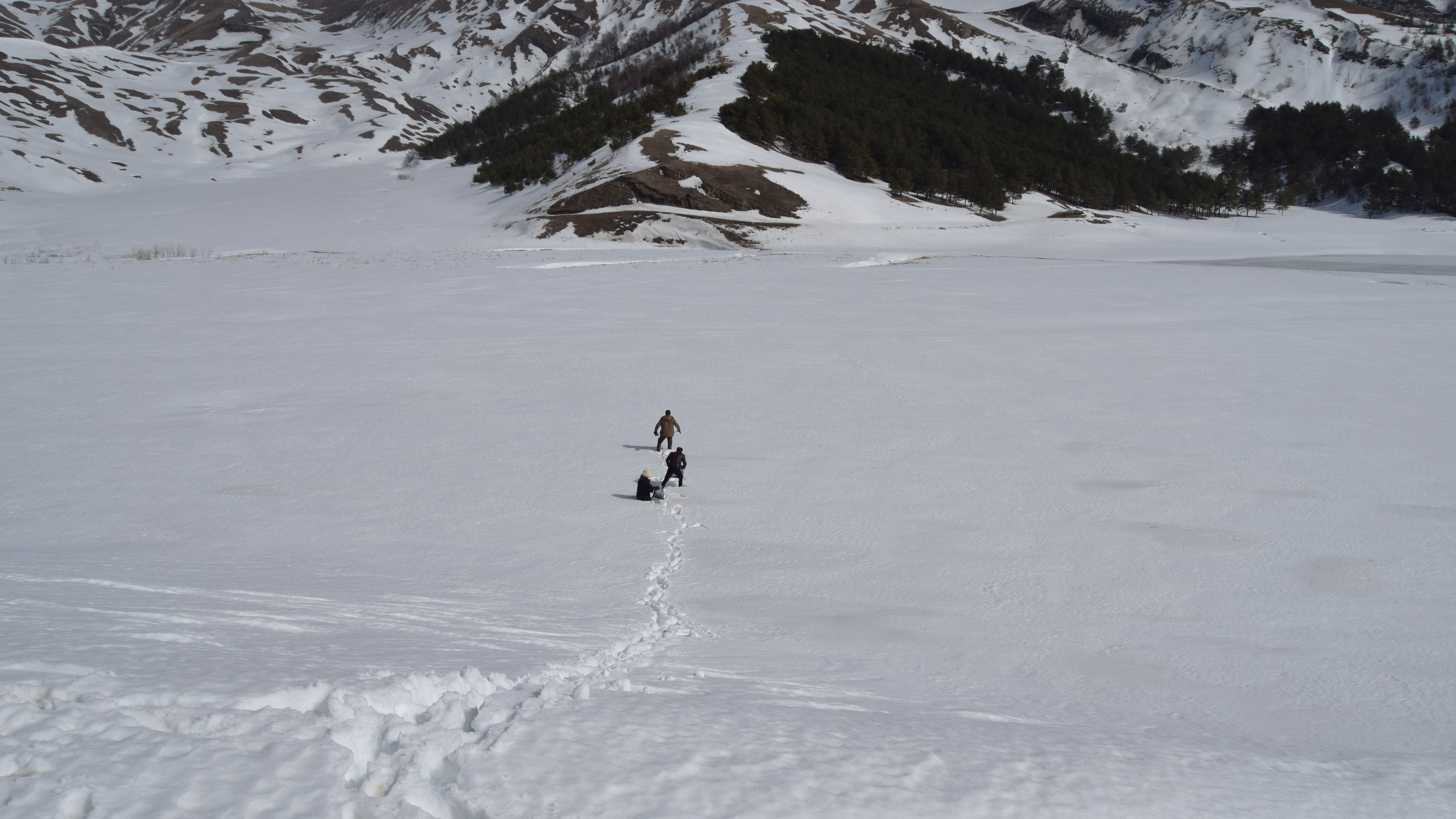

Фильм оказался настолько сложным для всей съемочной группы, что им приходилось течение двух зим каждый день по 12 часов находится по колено в снегу. Режиссёр сутками проводил время в хижине, чтобы максимально погрузится в ту мрачную атмосферу и в тот киноязык, на котором он хочет разговаривать с будущим зрителем.
Специально для съемок фильма была построена хижина, которую разобрали по окончании съемок.